# Long Island (Bahamas)
A ilha Long (em inglês:  Long Island é uma ilha e um distrito das Baamas. A ilha localiza-se a sudeste da capital, Nassau e é atravessada pelo Trópico de Câncer. Tem um comprimento de cerca de 100 km e cerca de 3100 habitantes.
Era habitada por arauaques quando aqui desembarcaram os exploradores europeus, no final do século XV. A população foi completamente exterminada pelos espanhóis, tendo a ilha ficado deserta até 1783, quando foi povoada por lealistas das colónias britânicas da América do Norte.